# بخش بوپال
بخش بوپال (به انگلیسی: Bhopal district) یک منطقهٔ مسکونی در هند است که در Bhopal division واقع شده‌است. بخش بوپال ۲٬۷۷۲ کیلومتر مربع مساحت و ۲٬۳۷۱٬۰۶۱ نفر جمعیت دارد.